# Родионов, Михаил Семёнович
Михаил Семёнович Родионов (15 июня 1885, Михайловская, область Войска Донского — 17 августа 1956, Москва) — российский художник и художественный педагог.

## Биография
Учился в Москве, первоначально в студиях Фёдора Рерберга и Ильи Машкова, затем в Московском училище живописи, ваяния и зодчества на живописном отделении (1908—1910) и после перерыва на скульптурном (1915—1918). В 1920-е годах входил в состав художественного объединения «Маковец».
В довоенный период активно работал в области книжной иллюстрации, особенно к произведениям Л. Н. Толстого; лучшей из этих работ Большая энциклопедия «Терра» называет литографии к повести «Холстомер» (1934 год, для издательства Academia). Среди поздних работ выделяется серия литографических портретов деятелей культуры.
С 1909 года был женат на художнице-пейзажистке Елизавете Владимировне Гиацинтовой (1888—1965), дочери искусствоведа Владимира Гиацинтова и сестре актрисы Софьи Гиацинтовой. Преподавал рисунок во ВХУТЕМАСе-ВХУТЕИНе, МПИ, МИИИ, МГХИ им. Сурикова.
Похоронен на Ваганьковском кладбище, участок 21.